# Ann Mettler

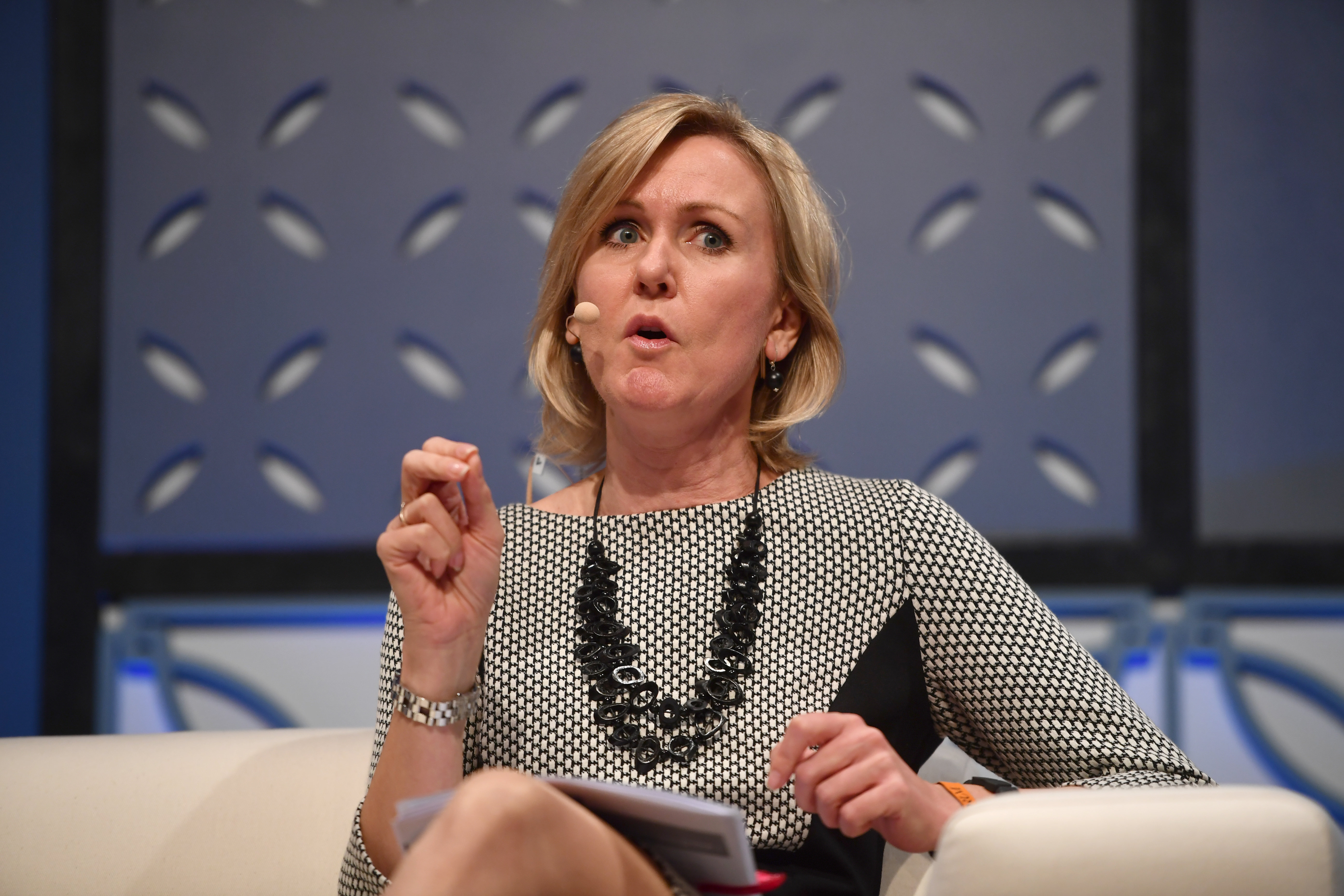
Ann Mettler, 2018

Ann Mettler (* 26. Juli 1971 in Malmö) ist eine deutsch-schwedische Strategieberaterin und ehemalige EU-Beamtin. Sie leitete von 2014 bis 2019 als Generaldirektorin das Europäische Zentrum für politische Strategie (EPSC). Aktuell ist sie Direktorin für Europa bei den Gates Ventures, dem privaten Büro von Bill Gates.

## Leben
Ann Mettler studierte Politikwissenschaften an der University of New Mexico sowie Europarecht und Wirtschaftswissenschaften an der Universität Bonn, jeweils mit Master-Abschluss. Nach ihrem Studium und Tätigkeiten in den USA arbeitete sie zu US-Themen für die Europäische Kommission. Von 2000 bis 2003 war sie für das Weltwirtschaftsforum tätig, zuletzt als dessen Direktorin für Europa. Anschließend übernahm sie die Leitung des von ihr mitbegründeten wirtschaftsliberalen Think-Tank Lisbon Councils, die sie bis 2014 innehatte, als sie von Jean-Claude Juncker zur Generaldirektorin des Inhouse-Think-Tank der Europäischen Kommission berufen wurde. In dieser Rolle saß sie bis zur Umstrukturierung des EPSC durch Ursula von der Leyen auch dem European Policy and Strategy Analysis System vor. Im Anschluss an ihre Tätigkeit für die Europäische Kommission wechselte Mettler als Direktorin Europa zu den Gates Ventures.